# João Faustino
João Faustino Ferreira Neto (Recife, 16 de julho de 1942 — Natal, 9 de janeiro de 2014) foi um professor e político brasileiro.
Militante no movimento estudantil, foi presidente da União Estadual dos Estudantes do Rio Grande do Norte. Graduou-se em Pedagogia e Matemática pela Universidade Federal do Rio Grande do Norte, onde se tornou professor titular. Possuía pós-graduação na Fundação Getulio Vargas e Universidade de Michigan.
Foi o primeiro diretor da antiga Escola Técnica Federal, atual Instituto Federal do Rio Grande do Norte (IFRN). Entre 1979 e 1981 presidiu a União dos Escoteiros do Brasil.
Em 2008, publicou o livro "A Escola que vivi – memórias de um educador", no qual faz um histórico da Escola Técnica Federal norte-riograndense.
No ano de 2012, publicou o livro "Eu Perdoo", uma autobiografia que traz a reflexão do político sobre diversos acontecimentos de sua vida, como o assassinato do pai, o seu trabalho à frente da Comissão da Anistia e o seu envolvimento na operação Sinal Fechado.

## Política
Foi secretário de Educação do município de Natal entre 1971 e 1972,e secretário de Estado de Educação do Rio Grande do Norte entre 1975 e 1979.
Em 1978 elegeu-se pela primeira vez deputado federal, então filiado a ARENA. Seria reeleito em 1982 e novamente eleito em 1990. Em 1986 concorreu ao governo do Estado do Rio grande do Norte pela Aliança Popular, composta pelos candidatos ao senado José Agripino Maia e Lavoisier Maia, era chamada de Aliança Popular João, Lavô e Jajá, sendo derrotado pelo candidato do PMDB, chamado no estado de Bacurau, o usineiro Geraldo Melo. Exerceria como suplente entre 1997 e 1998. Pertenceu ao PDS, PFL e era filiado ao PSDB.
João Faustino foi um dos fundadores do PSDB e tinha forte influência no partido.
Entre 1999 e 2002 exerceu cargos na Presidência da República: Secretário de Assuntos Federativos da Presidência da República Federativa do Brasil até 2001; depois Subsecretário da Secretaria-Geral da Presidência. Assumiu inteirinamente a chefia da Secretaria-Geral quando da ausência do então Ministro-Chefe Arthur Virgílio Neto.
Eleito em 2002 como 1º suplente do Senador Garibaldi Alves Filho, exerceu o mandato de Senador da República entre 15 de julho e 12 de novembro de 2010. Com a licença de Garibaldi para assumir o Ministério da Previdência Social, volta a exercer o cargo em 1º de janeiro de 2011, concluindo o mandato até dia 31 do mesmo mês.
Nas eleições de 2010, foi eleito novamente 1º suplente, desta vez do senador José Agripino Maia.

### Denúncias de corrupção
Em 2011, o nome de João Faustino foi ligado a um suposto esquema de corrupção no Rio Grande do Norte. O político chegou a ser preso mas o Superior Tribunal de Justiça considerou a prisão ilegal e concedeu-lhe Habeas Corpus. O suposto esquema apontado na operação Sinal Fechado, encabeçada pelo Ministério Público Estadual, apontava ganhos ilegais através da inspeção veicular. No seu livro "Eu Perdoo", Faustino faz uma reflexão sobre a Operação Sinal Fechado.

## Morte
Morreu em 9 de janeiro de 2014 em um hospital de Natal, com  71 anos, em decorrência de complicações cardíacas ocasionadas por um quadro de leucemia.